# Luis Villazú
Luis Villazú (* 19. oder 20. Jahrhundert) war ein uruguayischer Fußballspieler.

## Karriere

### Verein
Offensivakteur Villazú spielte auf Vereinsebene mindestens von 1921 bis 1926 für den in Montevideo beheimateten Klub Centro Atlético Lito in der Primera División. Zu seinen Mitspielern zählten Manco Jerges, "Vasco" Cea und Uriarte.

### Nationalmannschaft
Villazú war Mitglied der A-Nationalmannschaft Uruguays, für die er zwischen dem 9. Oktober 1921 und dem 25. Mai 1924 zwei Länderspiele absolvierte. Ein Länderspieltor erzielte er nicht. Er gehörte dem Aufgebot Uruguays bei der Südamerikameisterschaft 1921 an. Die Celeste belegte beim Turnier, bei dem Villazú bei der 1:2-Niederlage gegen Peru eingesetzt wurde, den 3. Tabellenplatz. Sein zweites Länderspiel bestritt er bei der Copa Newton 1924 gegen Argentinien.